# Mata Verde
Mata Verde é um município brasileiro, do Estado de Minas Gerais, localizado no Vale do Jequitinhonha, que faz divisa com o Estado da Bahia, com área de 227,539 km², estando a uma distância de 790 km da Capital Belo Horizonte, na qual surgiu como um arraial em 1942 fundado por Olímpio Cavassu, Clemente Macambira e por José Ferreira da Rocha, este último conhecido como José Trajano. O arraial foi fundado em um local estratégico  para a extração de madeira, principal atividade econômica da região na época e devido a beleza das matas, recebeu o nome de MATA VERDE.
Outras famílias também passaram a frequentar o lugar à procura de gêneros de primeira necessidade e ali cultivaram a agricultura para a subsistência  e plantavam café em pequena escala. Com a plantação de café pelos produtores da região a demanda por mão de obra foi aumentando e consequentemente a população de Mata Verde também. Hoje, Mata Verde, não é formada apenas por mineiros e baianos, mas também por pessoas de vários Estados do Brasil. Com isso, o desenvolvimento da cidade se deve muito a implantação da cafeicultura em nossa região, atraindo outros produtores a investir também em nosso Município. 
Formação Administrativa
O Distrito foi criado com a denominação Mata Verde ex-povoado, pela Lei nº 1.039, de 12 de dezembro de 1953, criado com terras desmembradas do distrito de Bandeira, subordinado ao município de Almenara.
Em 27 de abril de 1992 foi levado à categoria de município com a denominação de Mata Verde, por força da Lei Estadual nº 10.704, de 27 de abril de 1992, emancipando-se do município de Almenara, e instalado em 01º de janeiro de 1993. 
Gestores de Mata Verde desde a emancipação:
1º - Alvimar Alves Moreira - Gestão 1993 a 1996;
2º - João Barreto e Silva Neto - Gestão 1997 a 2000;
3º - Alvimar Alves Moreira - Gestão 2001 a 2004;
4º - Florisvaldo Alves Martins - Gestão 2005 a 2008;
5º - Irone Bento Dias Oliveira - Gestão 2009 a 2012;
6º - Iris César dos Santos Moreira - Gestão 2013 a 2016;
7º - Carlos Roberto Batista Santos - Gestão 2017 a 2020;
8º - Irone Bento Dias Oliveira - Gestão 2021 a 2024;
9° - Irone Bento Dias Oliveira - Gestão 2025-2028 
População:
A população do Município de Mata Verde-MG chegou a 9.113 habitantes no Censo de 2022, o que representa um aumento de 15,74% em comparação com o Censo de 2010. Os resultados foram divulgados pelo Instituto Brasileiro de Geografia e Estatística (IBGE), que apontou uma densidade demográfica de 40,05 habitantes por km² e uma média de 3,13 moradores por residência.
No ranking de população dos municípios, Mata Verde-MG está:
- na 383ª colocação no estado;
- na 927ª colocação na região Sudeste;
- e na 3.205ª colocação no Brasil.

Municipios limitrofes: Divisópolis-MG, Bandeira-MG, Macarani-BA e Encruzilhada-BA.

Gentílico: Quem nasce em Mata Verde é MATAVERDENSE.